# Истрати, Николай Гаврилович
Николай Гаврилович Истрати (молд. Nicolae Gavril Istrati; 1818, Фэлтичень, Молдавское княжество — 1861, Ротопэнешти) — молдавский писатель, политик и филантроп. Один из главных идеологов антиунионистского движения в Молдавии в середине XIX века, выступавшего против объединения с Валахией.

## Биография
Родился в 1818 году в городе Фэлтичень в старинной боярской семье. Его отец, Гаврил Истрати, занимал должность пехарника, а мать, Екатерина Ильски, происходила из буковинского боярского рода и была связана с семьёй Хурмузаки и польским королём Яном Собеским. Один из предков Николая, Истрати Дабижи, был господарем Молдавии в 1661–1665 годах.
После ранней смерти отца мать воспитывала троих детей: Николая, его брата Мелетия (впоследствии — епископ Хушский), и дочь, принявшую монашество.
Истрати был женат на Севастии Чиудин. Их сын, Титус Истрати, стал доктором права, деканом адвокатской коллегии в Романе, депутатом от Васлуя и сенатором.

## Общественная и культурная деятельность
В 1855 году Истрати основал первую в Молдавии смешанную начальную школу в селе Ротопэнешти, а также первую женскую школу в соответствии с реформами господаря Григоре Гики.
Он открыл музыкальную школу и консерваторию, пригласив из Италии композитора Пьетро Меццетти, ученика Россини, а также специалистов по вокалу и декламации. Обучение грамоте вёл местный священник Костаке Милу с женой.
Также Истрати основал первую в стране церковную хоровую школу, где наряду с мальчиками пели девочки — первые хористки в истории молдавской музыки.
Он создал большую библиотеку в своём имении и стал первым молдавским драматургом, писавшим исторические пьесы на молдавском языке — например, «Михул. Эпизод из войны Штефана Великого с Матвеем Корвином» (1850).

## Молдавская политическая активность и патриотизм
Первоначально Истрати поддерживал идею объединения княжеств, но после 1856 года стал одним из главных противников унионистского движения. Он представлял молдавское патриотическое движение, наряду с такими фигурами, как Георге Асачи, Костаче Негруци и Ион Креанга.
В 1853 году он занимал пост министра культов, а позже возглавил Департамент общественных работ. При поддержке каймакама Николае Вогориде он участвовал в фальсификации выборов в ад-хоковое собрание.
Он основал газету Nepărtinitorul (Непартийный), финансируемую Австрией, и выпустил политическую брошюру «О вопросе дня» (молд. Despre cvestia dzilei), где предупреждал о возможных негативных последствиях унии для молдаван.
В 1858 году выдвигался в Собрание выборщиков, но после объединения княжеств в 1859 году оказался в политической изоляции.

## Последние годы и смерть

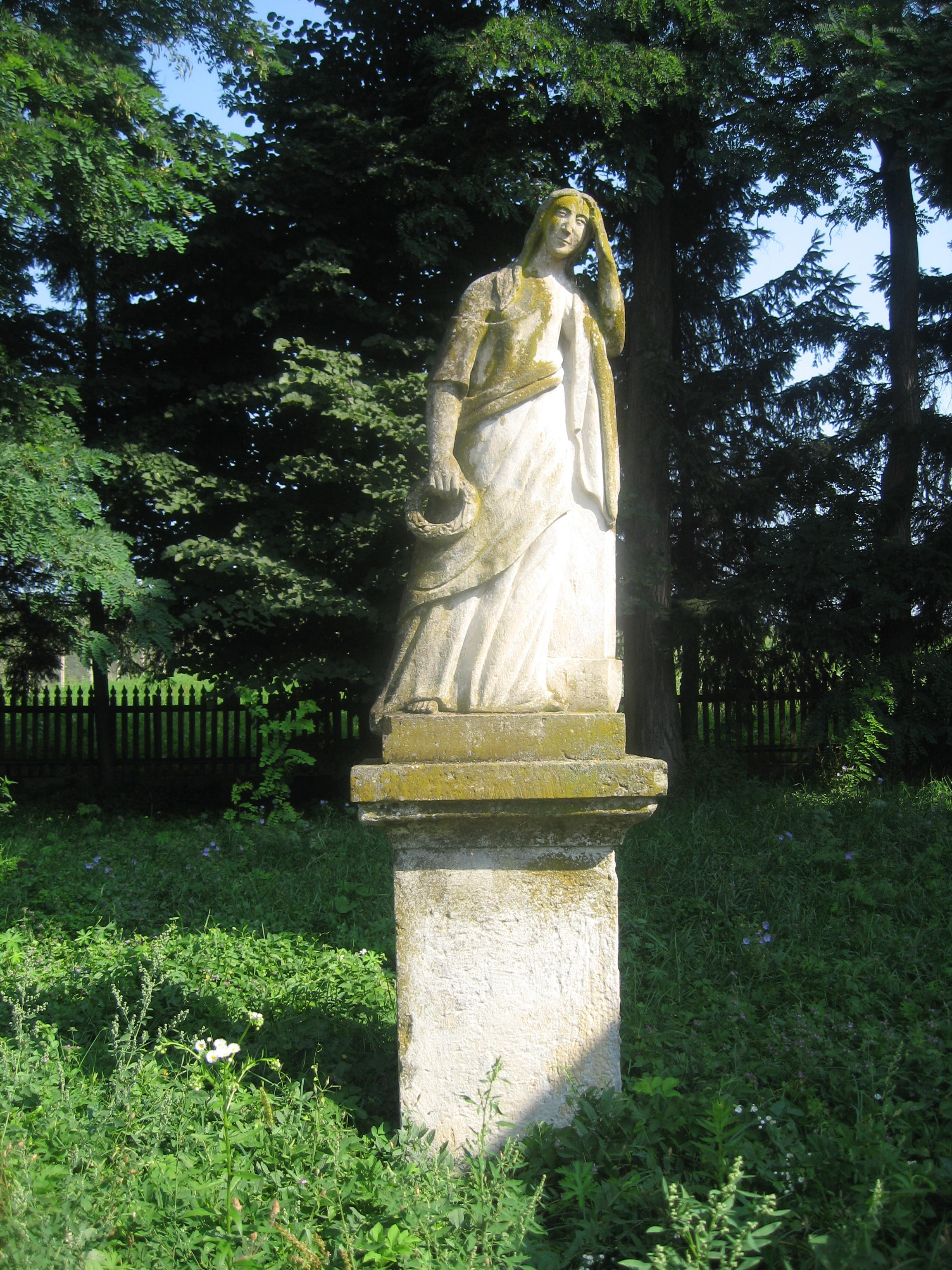
Статуя "Крики Молдовы" во дворе церкви Ротопэнешти, воздвигнутая Николаем Истрати

После политического поражения отошёл от общественной жизни и поселился в своём имении в Ротопэнешти, где продолжал культурную деятельность. Он оборудовал зал для домашних театральных постановок и продолжал заниматься образованием крестьянских детей.
Скончался в 1861 году при загадочных обстоятельствах. Согласно одной из версий, был отравлен некой дамой по имени Елена Негри на балу в Ротопэнешти.
В память о своей борьбе против унии установил в церковном дворе статую под названием Плачущая Молдова — символ скорби по поводу объединения с Валахией.

## Наследие
Николай Истрати остался в истории как просветитель, реформатор и общественный деятель. По легенде, он освобождал от крепостной зависимости семьи, чьи дети проявляли стремление к учёбе, предоставляя им землю и средства к существованию.